# Cheiracanthium exquestitum
Cheiracanthium exquestitum là một loài nhện trong họ Miturgidae.
Loài này thuộc chi Cheiracanthium. Cheiracanthium exquestitum được miêu tả năm 1993 bởi Zhang & Zhu.